# Nir Eyal
Nir Eyal es un autor, profesor e investigador estadounidense nacido en Israel, conocido por su libro Hooked: How to build Habit-Forming Products.

## Biografía
Nir Eyal nació el 19 de febrero de 1980 en Hadera, Israel. A la edad de tres años, su familia emigró a los Estados Unidos afincándose en un barrio de Orlando, Florida. Se graduó en Ciencias Sociales por la Universidad de Emory en 2001. Posteriormente, trabajó en Boston Consulting Group y en una empresa de instalación de paneles solares antes de asistir al MBA (Master of Business Administration) en la Universidad de Stanford.

## Carrera académica y literaria
Después de graduarse en el MBA (Master of Business Administration) en la Universidad de Stanford en 2008, Eyal y algunos compañeros fundan una empresa de emplazamiento de anuncios en línea en Facebook, siendo Eyal el CEO de la organización. Su trabajo en la compañía despertó en él interés en la psicología del usuario, lo que le hizo convertirse en consultor en diseño de productos. En 2012, fue profesor en el Curso de Diseños de Producto en la Stanford University School of Engineering.
Eyal tiene su especialización en Ingeniería del Comportamiento, que incorpora elementos de la ciencia del comportamiento para que los diseñadores de software puedan desarrollar productos que creen hábitos en el usuario. Ha impartido clases en la universidad, dado discursos y ha publicado libros sobre la psicología aplicada en la tecnología y los negocios. Sus escritos han aparecido en Fast Company, Harvard Business Review, The Atlantic, entre otras publicaciones.
En 2014 Eyal publica su primer libro, Hooked: How to Build Habit-Forming Products, el cual se convirtió en un bestseller de Wall Street Journal. El título pone de manifiesto la idea del Modelo Hook, que defiende "Construir productos que creen hábitos de comportamiento en los usuarios mediante un bucle repetitivo de un disparador, acción, recompensa variable e inversión continua". Este modelo consiste en un ciclo de eventos que describe las interacciones del usuario con un producto pasando por 4 fases. Según va atravesando estas fases, el usuario desarrolla hábitos, que provocan que vuelva al producto de forma recurrente. Se compone de 4 fases: el disparador, la acción, la recompensa variable y la inversión; y Cada vez que se completan, los hábitos del usuario se refuerzan y el valor del producto aumenta. Las etapas consisten en lo siguiente:
1. Disparador (trigger): El disparador impulsa al usuario a actuar, y puede ser externos (como los correos electrónicos o enlaces en páginas web) o internos, que provienen de emociones o motivaciones personales.
2. Acción (action): Cuando el disparador tiene efecto, el usuario actúa, y debe hacerlo sin pensar. Por ello, la acción ha de ser lo más sencilla posible, al mismo tiempo que se potencia su motivación, tal y como define el científico Brian Jeffrey Fogg en su Modelo de Comportamiento.[15]
3. Recompensa variable (variable reward): El usuario realiza la acción para obtener algo a cambio, pero si la recompensa es siempre positiva, el usuario la acaba anticipando y se rompe el ciclo. La dopamina del cerebro se dispara cuando se espera una recompensa, pero el efecto se multiplica si es variable. Esta técnica ha sido utilizada desde siempre en las máquinas tragamonedas o en la lotería, entre otros, pero ahora aparece constantemente en la tecnología y las redes sociales como parte del modelo Hook.
4. Inversión (investment): El objetivo de este modelo es que el usuario regrese al producto, por lo que el último paso es pedirle una aportación personal. Con ella, el usuario invierte en una recompensa futura al esperar recibir una nueva respuesta, y su trabajo aporta valor al producto. Muchas de las plataformas más utilizadas actualmente no generan su contenido, sino que este es creado por sus propios usuarios. Además, un usuario tiende a dar un valor mucho más alto a un producto en el que él ha contribuido, tal y como explica el Efecto IKEA.

Su segundo libro, Indistractable: How to Control Your Attention and Choose Your Life, fue escrito junto a Julie Li y publicado en septiembre de 2019.
Eyal se ha manifestado en contra de las propuestas para regular los hábitos de comportamiento en la tecnología, argumentando que la responsabilidad sobre el control y uso de un producto recae individualmente en cada usuario.

## Trabajos publicados
- Eyal, Nir (2019). Indistractable: How to Control Your Attention and Choose Your Life. BenBella Books. ISBN 978-1948836531.
- Eyal, Nir (2014). Hooked: How to Build Habit-Forming Products. Random House. ISBN 978-1591847786.